# ایستگاه متروی ناتینگ هیل گیت
ایستگاه ناتینگ هیل گیت
یک ایستگاه از خط مرکزی و از خطوط متروی لندن است؛ که در منطقه ناتینگ هیل قرار دارد و در ۱ اکتبر ۱۸۶۰ افتتاح شده‌است.

## نگارخانه

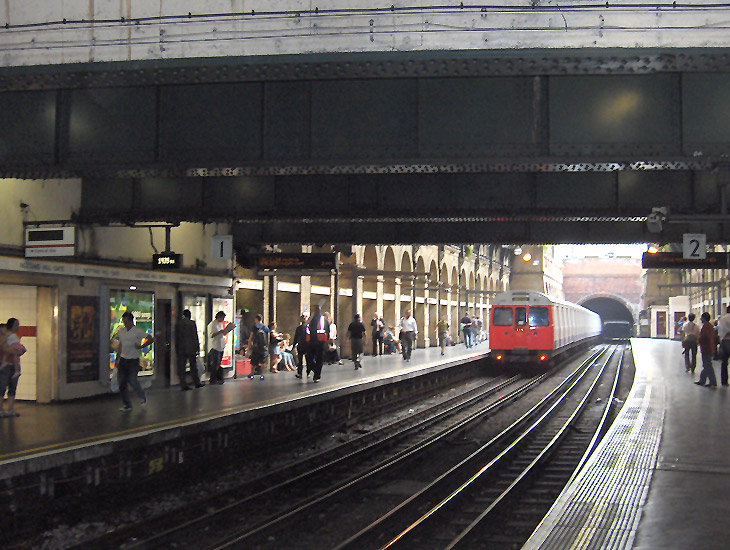
District & Circle line platforms (September 2006)
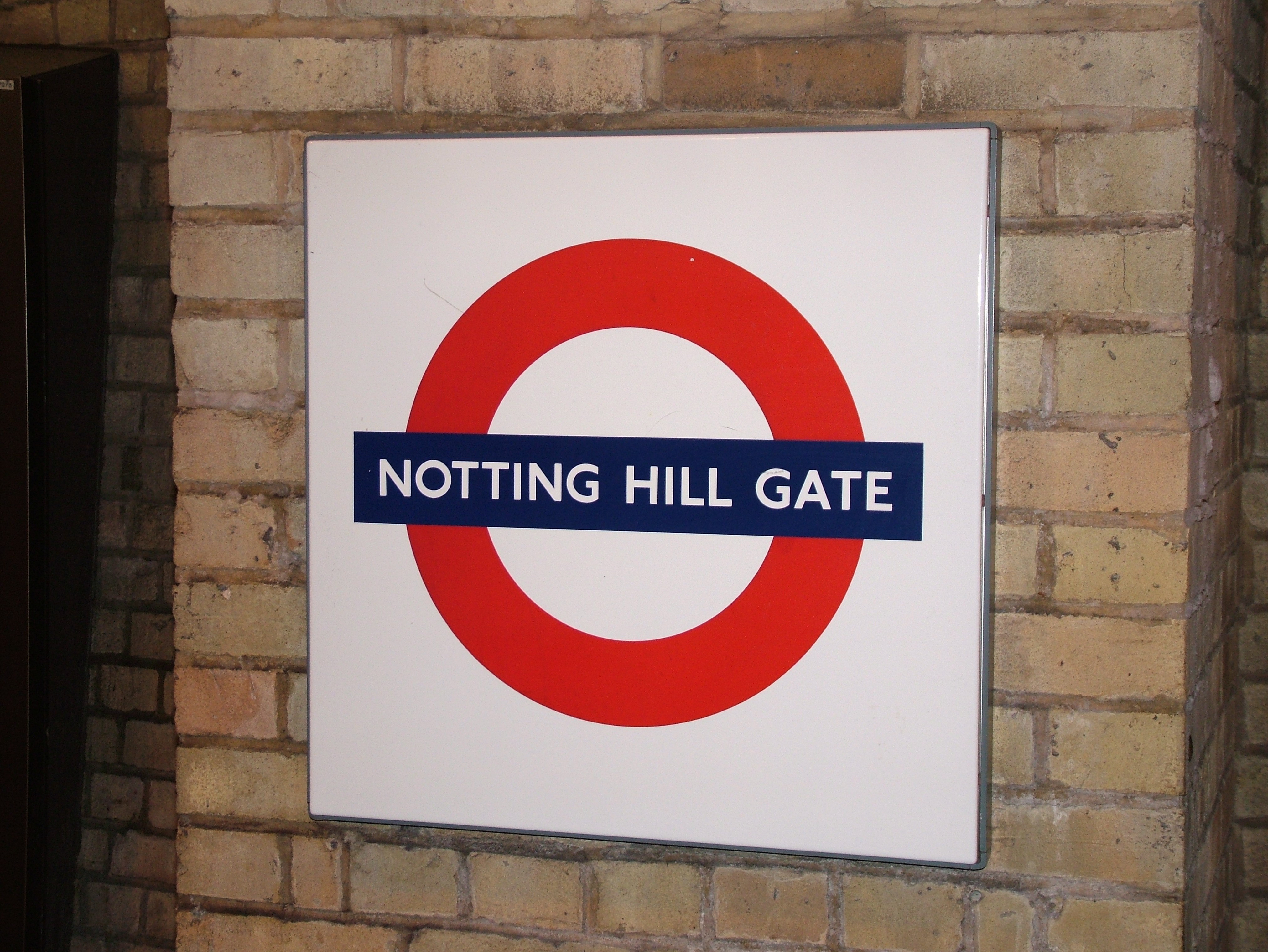
Station signage
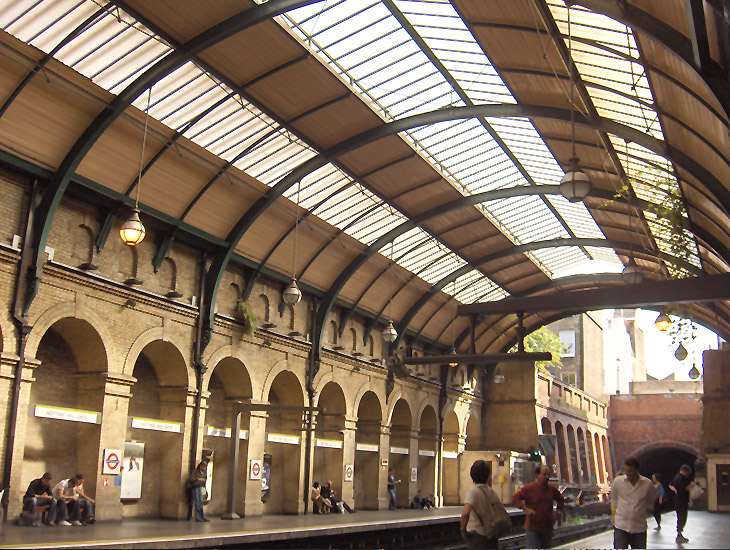
Roof over District & Circle line platforms (September 2006)